# Micraxylia distalis
Micraxylia distalis är en fjärilsart som beskrevs av Emilio Berio 1962. Micraxylia distalis ingår i släktet Micraxylia och familjen nattflyn. Inga underarter finns listade i Catalogue of Life.